# Sint-Petrus-en-Pauluskathedraal (Brno)
De Sint-Petrus-en-Pauluskathedraal (Tsjechisch: Katedrala svateho Petra a Pavla) is een kathedraal in de Tsjechische stad Brno, en is gelegen op de Petrov Heuvel.

## Geschiedenis
De oorspronkelijke kerk dateert uit de 11e eeuw, toen er een Romaanse kapel werd gebouwd op de Petrov Heuvel. In de 13e eeuw werd deze kapel ongebouwd tot Romaanse basilica, gewijd aan de apostelen Sint-Petrus en Paulus. In de Dertigjarige Oorlog raakte de kerk zwaar beschadigd. In de 18e eeuw werd de kerk omgebouwd in een neogotische stijl, en met een barok interieur, naar een ontwerp van de architect Mořic Grimm. De torens werden in 1905 gebouwd naar een ontwerp van de architect Augustus Kirstein.

## Trivia
- De Sint-Petrus-en-Pauluskathedraal luidt het middaguur al om 11 uur, in plaats van om 12 uur. De legende wil dat tijdens de Zweedse belegering van Brno in de Dertigjarige Oorlog, de Zweedse generaal had gezegd dat de belegering gestaakt zou worden als Brno niet was ingenomen voor klokslag 12 uur. Nadat dit was uitgelekt gingen verschillende inwoners de klokken om 11 uur luiden.
- De resten van de 13e-eeuwse Romaanse basilica werden aan het einde van de 20ste eeuw ontdekt, tijdens archeologisch onderzoek.